# Erwin Spiegelberg
Erwin Spiegelberg (* 3. Februar 1901 in Straßburg; † 1938 in Rio de Janeiro) war ein deutscher Chemiker.

## Leben
Erwin Spiegelberg war der Sohn des Straßburger Ägyptologen Wilhelm Spiegelberg und der Elisabeth von Recklinghausen (1872–1948), Tochter des Straßburger Pathologen Friedrich Daniel von Recklinghausen. Seine Brüder waren Reinhard Spiegelberg (1900–1978, Benediktiner) und Herbert Spiegelberg (1904–1990, Philosoph).
Er besuchte das Protestantische Gymnasium in Straßburg, das Pädagogium in Wyk auf Föhr und das Lyzeum II in Hannover, wo er im März 1919 die Reifeprüfung ablegte. Anschließend studierte er Chemie, im Sommersemester 1919 an der Universität Freiburg, im Wintersemester 1919/20 und im Sommersemester 1920 an der Universität Heidelberg, seit dem Wintersemester 1920/21 an der Universität Würzburg. Hier wurde er am 6. Juli 1926 bei Otto Dimroth promoviert. Danach war er an der Deutschen Forschungsanstalt für Lebensmittelchemie in München tätig.
1936 emigrierte er aus Deutschland, da er dort wegen der jüdischen Herkunft seines Vaters keine Berufsaussichten mehr hatte, und wurde Professor an der Universität Rio de Janeiro. 1938 beendete der an Depressionen leidende Spiegelberg sein Leben durch Selbsttötung.

## Veröffentlichungen (Auswahl)
- Über Oxydationen mit Bleitetraacetat und Über die Einwirkung von Acridiniumsalzen auf Verbindungen vom Typus des Acetessigesters, Dissertation Würzburg 1926 (mit Lebenslauf)